# Denis Piramus
Denis Piramus, ou Denys Pyramus ou même Pyram, est un écrivain anglo-normand du XIIe siècle.
Dans La vie seint Edmund le Rei, il affirme avoir passé une bonne partie de sa vie en pécheur et que, lorsqu’il fréquentait la cour, il a passé son temps à versifier des sirventès, des chansons, des rimes, des vers et des messages entre amants. Affirmant qu’il a accompli ceci sous l’emprise du diable, il déclare désormais y renoncer pour se repentir et consacrer son temps à des activités plus dignes d’intérêt.
Il s’identifie ainsi dans le prologue de son poème :

« Jeo ai nun Denis Piramus

Les jurs jolis de ma joenesce

S’en vunt, si trei jeo a veilesce »

On lui a longtemps attribué le roman courtois en vers de Partonopeus de Blois, mais cette attribution n'est plus retenue ; il est à noter que Piramus cite ce texte, ainsi que les lais de Marie de France, pour souligner qu'ils sont appréciés mais manquent de véracité : 

« Cil ki Partonope trova 

E ki les vers fist e rima 

Forment se pena de bien dire [...]

Si dist bien de cele matire

Cume de fable e de menceunge

La matire ressemble sunge [...] 

Si est il tenu pur bon mestre

E les vers en sunt mult amez [...] 

E Dame Marie altresi 

Ki en rime fist e basti 

 E compassa les vers de lais 

Ke ne sunt pas de tut verai

E si en est el mult loée

 E la rime par tut amée »

## Œuvre
- La vie seint Edmund le Rei : poème anglo-normand du XIIe siècle, Éd. Hilding Kjellman, Genève, Slatkine Reprints, 1974

## Sources
1. ↑  Henry E. Haxo, « Denis Piramus: La vie Seint Edmunt », Modern Philology, vol. 12-numéro=6,‎ 1914, p. 345-366 (lire en ligne ).

- Henry Emil Haxo, Denis Piramus, Chicago, 1915
- Henry Emil Haxo, « Denis Piramus : La Vie seint Edmunt », Modern Philology, 1914 Dec ; 12 (6): 345-66
- Henry Emil Haxo, « Denis Piramus : La Vie seint Edmunt », Modern Philology, 1915 Mar ; 12 (9): 559-83
- William Rothwell, « The Life and Miracles of St. Edmund : A Recently Discovered Manuscript », Bulletin of the John Rylands University Library of Manchester, 1977 ; 60: 135-80